# 菲律賓—沙烏地阿拉伯關係
菲律賓－沙烏地阿拉伯關係，是指菲律賓和沙烏地阿拉伯的雙邊關係，兩國在1969年10月24日建交。

## 貿易關係

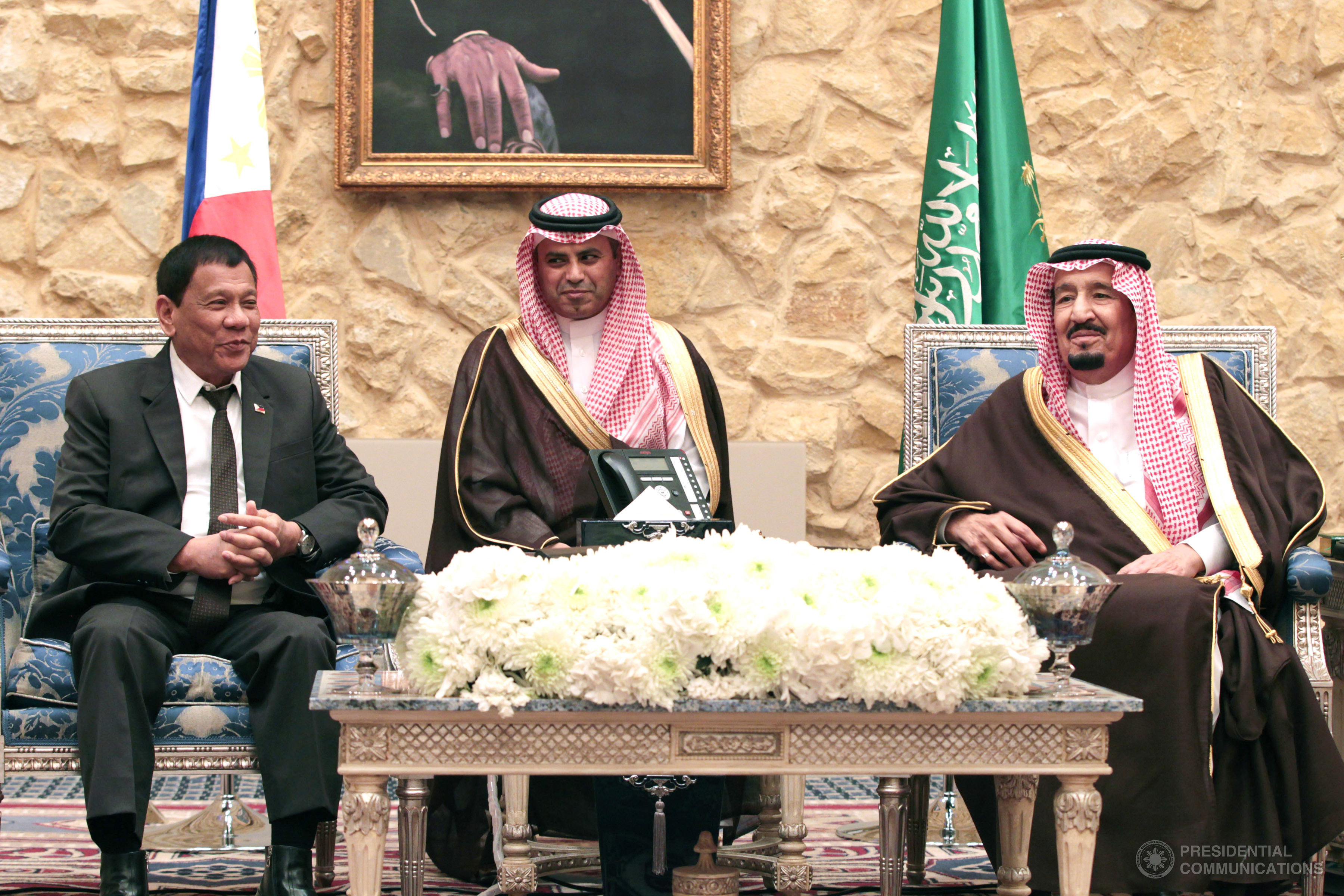
2017年，菲律宾总统杜特尔特（左）与沙特阿拉伯国王萨勒曼（右）会晤。

2012年，沙特阿拉伯成为菲律宾第10大贸易伙伴、第31大出口市场和第8大进口市场。沙特阿拉伯也是菲律宾最大的贸易伙伴和进口供应国，也是中东地区第二大出口市场。据沙特政府称，2011年沙特阿拉伯与菲律宾之间的贸易额为36亿美元，高于上一年的27亿美元。

## 勞工關係
根據沙特內政部的統計，截至2013年6月，沙特阿拉伯約有674,000名菲律賓人。 沙特阿拉伯與菲律賓簽署了一項有關菲律賓家政服務工作者的具有里程碑意義的協議。 該協議是沙特阿拉伯首個擁有勞務供應國的協議。
2012年，大约有15万菲律宾女护士在沙特阿拉伯工作。这占沙特阿拉伯菲律宾工人总数的25%。